# Cravant-les-Côteaux
Cravant-les-Coteaux est une commune française située à l'est de Chinon, dans le département d'Indre-et-Loire en région Centre-Val de Loire.

## Géographie

### Localisation
Commune située à 9 km à l'est de Chinon et à 9 km à l'ouest de L'Île-Bouchard.
| Saint-Benoît-la-Forêt | Rivarennes          |                   |
| Chinon                | Cravant-les-Coteaux | Panzoult          |
| La Vienne Rivière     | La Vienne Anché     | La Vienne Sazilly |

### Hydrographie

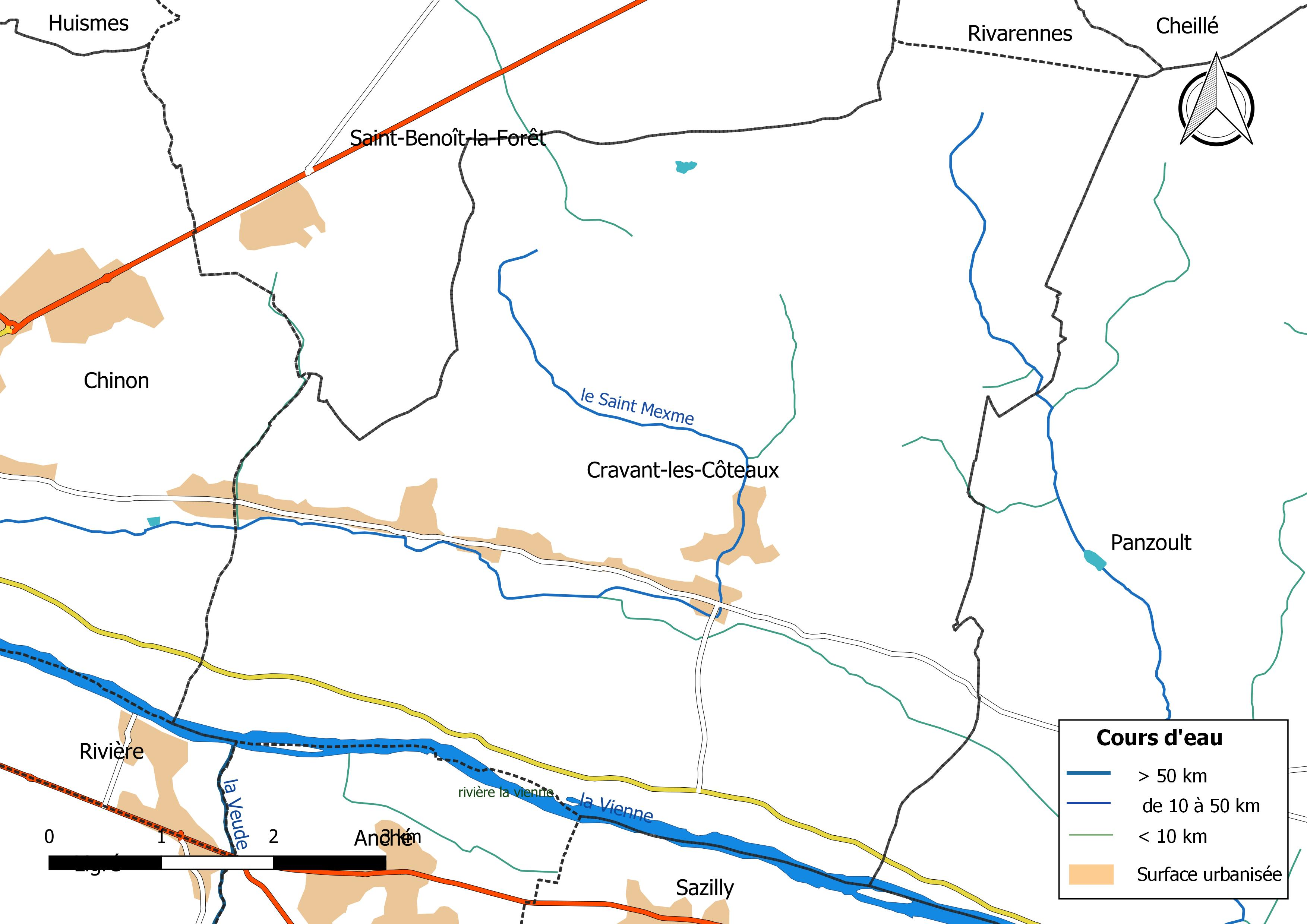
Réseau hydrographique de Cravant-les-Côteaux.

La commune est traversée par la Vienne (4,421 km). Le réseau hydrographique communal, d'une longueur totale de 26,54 km, comprend deux autres cours d'eau notables, le Ruau (3,017 km) et le Saint-Mexme (9,841 km), et sept petits cours d'eau pour certains temporaires,.
La Vienne, d'une longueur totale de 363,3 km, prend sa source sur le plateau de Millevaches, dans la Creuse, à une altitude comprise entre 860 et 895 m et se jette  dans la Loire à Candes-Saint-Martin, à 30 m d'altitude, après avoir traversé 96 communes. La station de Chinon permet de caractériser les paramètres hydrométriques de la Vienne. Le débit mensuel moyen (calculé sur 10 ans pour cette station) varie de 49 m3/s au mois d'août  à 352 m3/s au mois de février. Le débit instantané maximal observé sur cette station est de 1 610 m3/s le 2 juin 2016, la hauteur maximale relevée a été de 5,39 m le 4 mars 2007,.
Sur le plan piscicole, la Vienne est classée en deuxième catégorie piscicole. L'espèce biologique dominante est constituée essentiellement de poissons blancs (cyprinidés) et de carnassiers (brochet, sandre et perche).
Le Ruau, qui prend le nom de ruisseau du Moulin dans le nord de la commune de Panzoult, d'une longueur totale de 10,3 km, prend sa source dans le nord du territoire communal aux abords du carrefour Mathé sur la RD 44 et se jette  dans la Vienne en limite des communes de Panzoult et de L'Île-Bouchard, après avoir traversé 4 communes. Sur le plan piscicole, le Ruau est également classé en deuxième catégorie piscicole.
Le Saint-Mexme, d'une longueur totale de 13,3 km, prend sa source dans le nord-ouest du territoire communal dans la forêt de Cravant et se jette  dans la  Vienne dans la commune limitrophe, Chinon.
Sur le plan piscicole, le Saint-Mexme est également classé en deuxième catégorie piscicole.
Quatre zones humides ont été répertoriées sur la commune par la direction départementale des territoires (DDT) et le Conseil départemental d'Indre-et-Loire : « La Belle Ile », « la vallée du Ruisseau du Moulin », « les mares du Petit et du Grand Eplin » et « le marais de Pallus »,.

### Climat
Pour des articles plus généraux, voir Climat du Centre-Val de Loire et Climat d'Indre-et-Loire.
En 2010, le climat de la commune est de type climat océanique altéré, selon une étude du CNRS s'appuyant sur une série de données couvrant la période 1971-2000. En 2020, Météo-France publie une typologie des climats de la France métropolitaine dans laquelle la commune est toujours exposée à un climat océanique altéré et est dans la région climatique Moyenne vallée de la Loire, caractérisée par une bonne insolation (1 850 h/an) et un été peu pluvieux.
Pour la période 1971-2000, la température annuelle moyenne est de 12,4 °C, avec une amplitude thermique annuelle de 14,6 °C. Le cumul annuel moyen de précipitations est de 661 mm, avec 9,8 jours de précipitations en janvier et 6,5 jours en juillet. Pour la période 1991-2020, la température moyenne annuelle observée sur la station météorologique de Météo-France la plus proche, sur la commune de Ligré à 7 km à vol d'oiseau, est de 12,5 °C et le cumul annuel moyen de précipitations est de 653,1 mm,. Pour l'avenir, les paramètres climatiques de la commune estimés pour 2050 selon différents scénarios d'émission de gaz à effet de serre sont consultables sur un site dédié publié par Météo-France en novembre 2022.

## Urbanisme

### Typologie
Au 1er janvier 2024, Cravant-les-Côteaux est catégorisée commune rurale à habitat dispersé, selon la nouvelle grille communale de densité à sept niveaux définie par l'Insee en 2022.
Elle est située hors unité urbaine. Par ailleurs la commune fait partie de l'aire d'attraction de Chinon, dont elle est une commune de la couronne,. Cette aire, qui regroupe 20 communes, est catégorisée dans les aires de moins de 50 000 habitants,.

### Occupation des sols
L'occupation des sols de la commune, telle qu'elle ressort de la base de données européenne d’occupation biophysique des sols Corine Land Cover (CLC), est marquée par l'importance des forêts et milieux semi-naturels (55,1 % en 2018), une proportion sensiblement équivalente à celle de 1990 (55,2 %). La répartition détaillée en 2018 est la suivante : 
forêts (54,2 %), cultures permanentes (19,7 %), zones agricoles hétérogènes (12,2 %), prairies (4,9 %), terres arables (4 %), zones urbanisées (2,8 %), eaux continentales (1,2 %), milieux à végétation arbustive et/ou herbacée (0,9 %). L'évolution de l’occupation des sols de la commune et de ses infrastructures peut être observée sur les différentes représentations cartographiques du territoire : la carte de Cassini (XVIIIe siècle), la carte d'état-major (1820-1866) et les cartes ou photos aériennes de l'IGN pour la période actuelle (1950 à aujourd'hui).

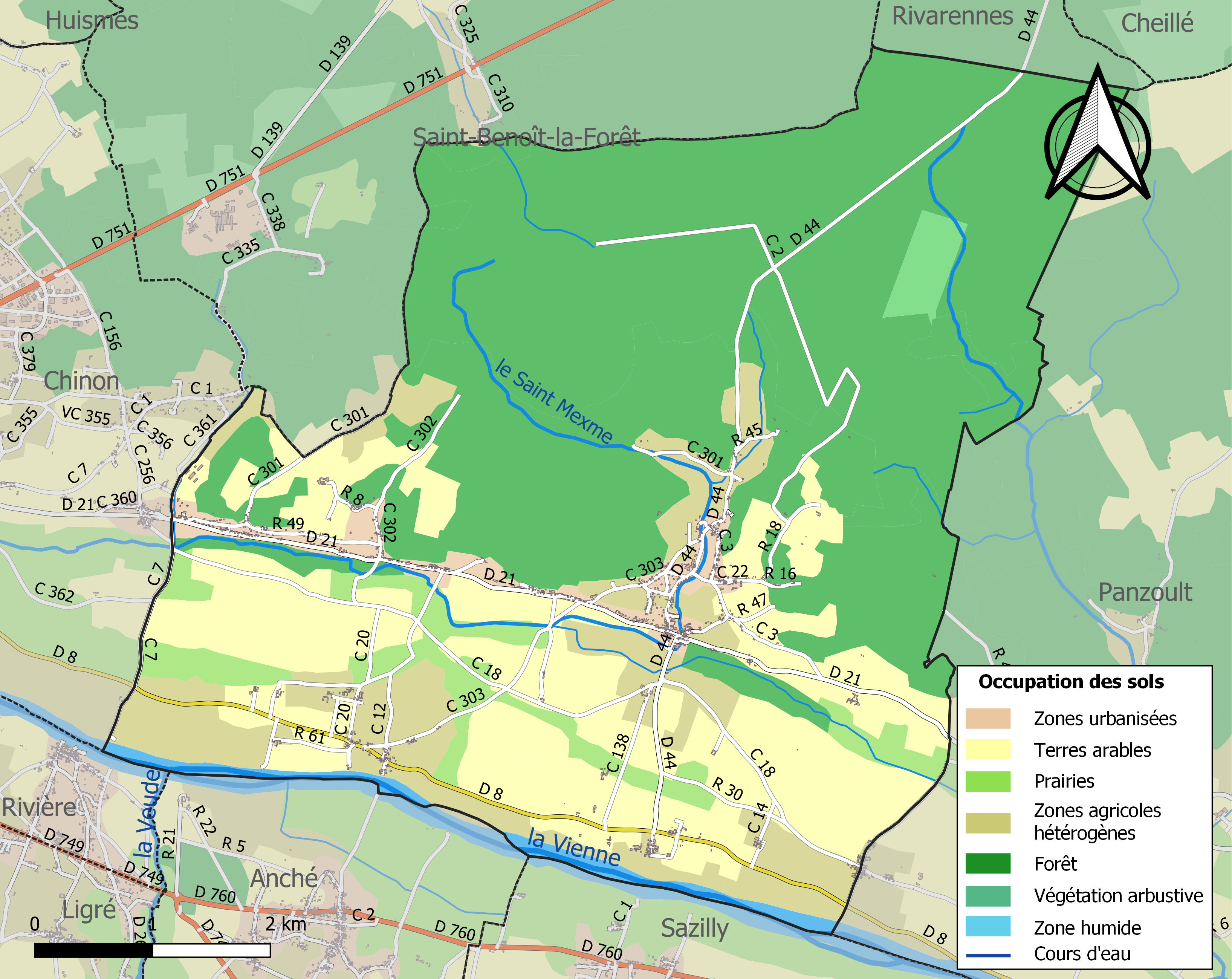
Carte des infrastructures et de l'occupation des sols de la commune en 2018 (CLC).

### Risques majeurs
Le territoire de la commune de Cravant-les-Côteaux est vulnérable à différents aléas naturels : météorologiques (tempête, orage, neige, grand froid, canicule ou sécheresse), inondations, feux de forêts et séisme (sismicité faible). Il est également exposé à un risque technologique, le risque nucléaire. Un site publié par le BRGM permet d'évaluer simplement et rapidement les risques d'un bien localisé soit par son adresse soit par le numéro de sa parcelle.

#### Risques naturels
Certaines parties du territoire communal sont susceptibles d’être affectées par le risque d’inondation par débordement de cours d'eau, notamment le Ruau, le Saint Mexme, la Veude et la Vienne. La commune a été reconnue en état de catastrophe naturelle au titre des dommages causés par les inondations et coulées de boue survenues en 1982, 1993, 1999, 2008 et 2013,.
Pour anticiper une remontée des risques de feux de forêt et de végétation vers le nord de la France en lien avec le dérèglement climatique, les services de l’État en région Centre-Val de Loire (DREAL, DRAAF, DDT) avec les SDIS ont réalisé en 2021 un atlas régional du risque de feux de forêt, permettant d’améliorer la connaissance sur les massifs les plus exposés. La commune, étant pour partie dans le massif de Chinon, est classée au niveau de risque 1, sur une échelle qui en comporte quatre (1 étant le niveau maximal).

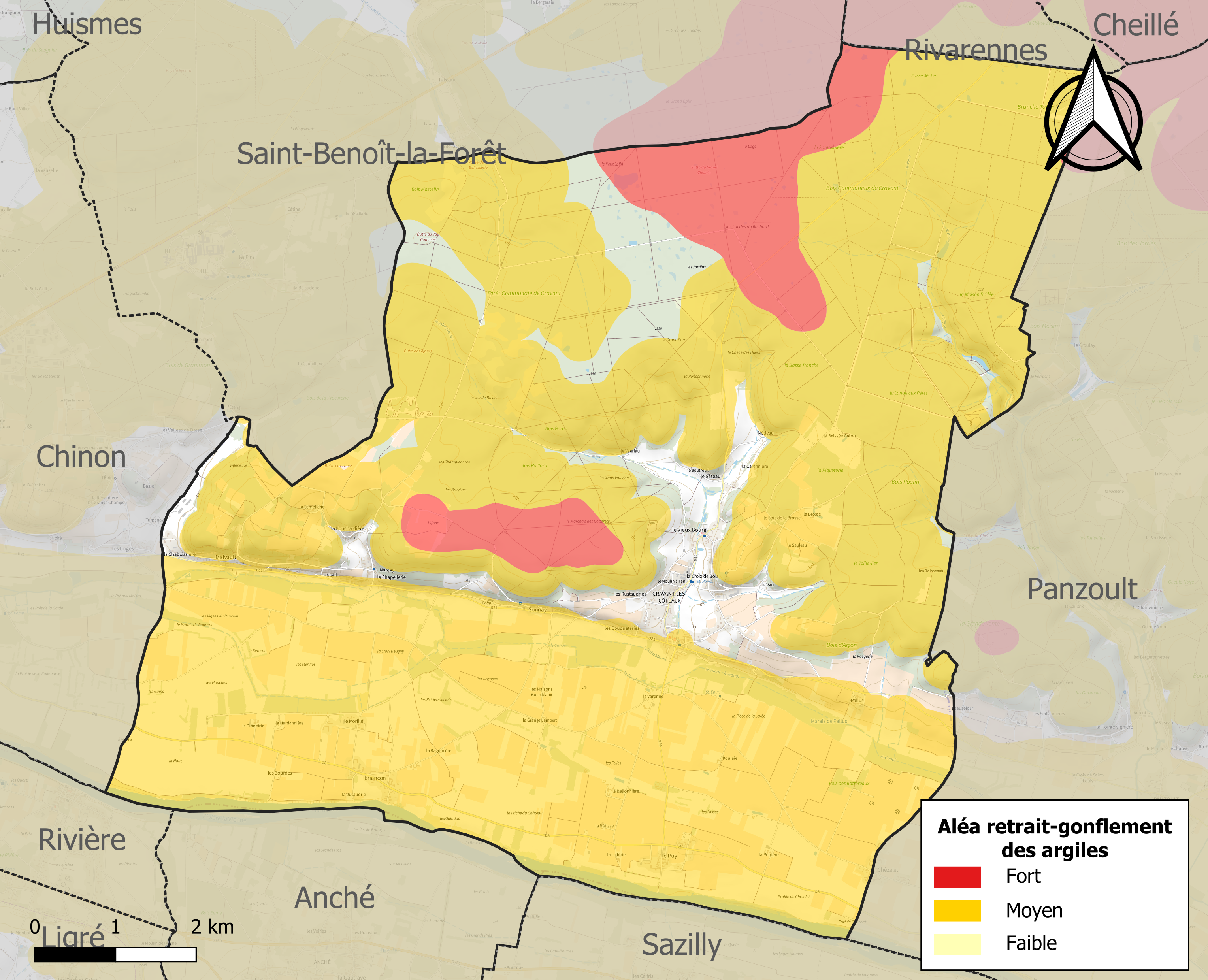
Carte des zones d'aléa retrait-gonflement des sols argileux de Cravant-les-Côteaux.

Le retrait-gonflement des sols argileux est susceptible d'engendrer des dommages importants aux bâtiments en cas d’alternance de périodes de sécheresse et de pluie. 89,4 % de la superficie communale est en aléa moyen ou fort (90,2 % au niveau départemental et 48,5 % au niveau national). Sur les 433 bâtiments dénombrés sur la commune en 2019, 256 sont en aléa moyen ou fort, soit 59 %, à comparer aux 91 % au niveau départemental et 54 % au niveau national. Une cartographie de l'exposition du territoire national au retrait gonflement des sols argileux est disponible sur le site du BRGM,.
Concernant les mouvements de terrains, la commune a été reconnue en état de catastrophe naturelle au titre des dommages causés par des mouvements de terrain en 1999.

#### Risques technologiques
En cas d’accident grave, certaines installations nucléaires sont susceptibles de rejeter dans l’atmosphère de l’iode radioactif. La commune étant située dans le périmètre immédiat de 5 km autour de la centrale nucléaire de Chinon, elle est exposée au risque nucléaire. À ce titre les habitants de la commune ont bénéficié, à titre préventif, d'une distribution de comprimés d’iode stable dont l’ingestion avant rejet radioactif permet de pallier les effets sur la thyroïde d’une exposition à de l’iode radioactif. En cas d'incident ou d'accident nucléaire, des consignes de confinement ou d'évacuation peuvent être données et les habitants peuvent être amenés à ingérer, sur ordre du préfet, les comprimés en leur possession.

## Histoire
L'érudit Carré de Busserolle recense les seigneurs de Cravant, fief ayant relevé du roi de par son château de Chinon.
- La liste qu'il donne des seigneurs connus de Cravant, commence avec Geoffroy Foucaud (fl. 1045 ; des sires de L'Isle-Bouchard portent ce nom), puis Raoul de Cravant (fl. 1089). En 1134, Geoffroy le Roux, sire de Co(u)lombiers/Villandry, est seigneur de Cravant, et il marie Jeanne, fille de Péloquin (Ier ou II ?) de L'Isle-Bouchard. En 1224, est mentionné après une grosse lacune Guillaume de Marmande (Marmande à Vellèches et Marigny), puis la liste ne reprend qu'en 1379 avec Jean III de Sancerre, mais on peut raisonnablement penser que les Marmande — d'ailleurs possesseurs de la Roche-Clermault toute proche — ont exercé durablement la seigneurie, puisque Jean de Sancerre la tenait de sa femme Marguerite de Marmande, dame de Marmande, Cravant, la-Roche-Clermault, St-Michel, La Haye, Faye-la-Vineuse, Chezelles et Savary etc., fille de Pierre de Marmande et d'Isabelle de La Haye.
- Leur fille Marguerite de Sancerre († 1418) convole avec le dauphin d'Auvergne Béraud II, puis leur fille Marguerite-Dauphine d'Auvergne-Sancerre avec Jean IV de Bueil  († 1415 à Azincourt). Le maréchal Jacques de Montberon († 1422), dernier mari en 1408 de la comtesse Marguerite de Sancerre assuma aussi la seigneurie. Mais dès la 2e moitié du XIVe siècle Jean (Ier) de Maillé, fils puîné d'Hardouin VI de Maillé[30], est dit seigneur (probablement co-seigneur) de Cravant (il y avait d'ailleurs un lien familial étroit entre les Marmande et les Maillé, puisque Marie de Maillé, sœur d'Hardouin VII et dudit Jean, avait épousé Geoffroy II de La Haye et était la grand-mère maternelle de Marguerite de Marmande ci-dessus). Les Maillé de Cravant, Bourde(u)il et Négron (Jean Ier ; père de Jean II ; père de Charles Ier et de Moreau ; ledit Moreau de Maillé étant père de Jacques ; père de Charles II de Maillé qui † vers 1500) dominent alors la seigneurie et courent tout au long du XVe siècle puis sont continués dans la 1re moitié du XVIe siècle par les Mauléon/Monléon de Touffou (la sœur de Charles II, Guillemine de Maillé, ayant épousé René de Monléon-Touffou). Dans la seconde moitié du XVIe siècle, on trouve les De Hodon, saisis en 1594 au profit de Jean Lenain, conseiller-secrétaire du roi, qui vendit en 1624 à la duchesse de Montpensier.
- La terre de Cravant, acquise donc en 1624 par Marie de Bourbon-Montpensier (1605-1627), épouse de Gaston d'Orléans et mère de la Grande Mademoiselle, fut conservée par les Orléans jusqu'en 1750 (comme principaux héritiers de la Grande Mademoiselle : Monsieur ; son fils le Régent ; père de Louis). Le 15 juillet 1750, Alexis de Barjot-Moussy de Roncé (1695-1763 ; issu en lignée féminine des Maillé de l'Islette et neveu d'Alexis-Charles Barjot, sire de l'Islette)[31],[32] l'acquiert, et sa petite-fille Marie-Joséphine-Caroline de Barjot (née en 1759) l'apporta, avec Avon et Roncé, à son mari Jean-Louis-Marie Le Bascle d'Argenteuil (1749-1793), épousé en 1779 : ils furent les derniers seigneurs de Cravant (et les parents de Blanche-Joséphine, duchesse de Maillé).

Le 1er janvier 2017, Cravant-les-Côteaux a basculé dans la communauté de communes Chinon, Vienne et Loire. Jusqu'alors, elle était dans la communauté de communes du Bouchardais, devenue la communauté de communes Touraine Val de Vienne.

## Politique et administration

### Tendances politiques
| Scrutin             | Scrutin             | 1er tour | 1er tour | 1er tour | 1er tour | 1er tour | 1er tour | 1er tour | 1er tour | 1er tour | 1er tour | 1er tour | 1er tour | 2d tour | 2d tour | 2d tour | 2d tour | 2d tour  | 2d tour |
| Scrutin             | Scrutin             | 1er      | 1er      | %        | 2e       | 2e       | %        | 3e       | 3e       | %        | 4e       | 4e       | %        | 1er     | 1er     | %       | 2e      | 2e       | %       |
| ------------------- | ------------------- | -------- | -------- | -------- | -------- | -------- | -------- | -------- | -------- | -------- | -------- | -------- | -------- | ------- | ------- | ------- | ------- | -------- | ------- |
| Présidentielle 2017 | Présidentielle 2017 |          | LR       | 31,30    |          | EM       | 20,28    |          | LFI      | 16,93    |          | FN       | 16,73    |         | EM      | 69,06   |         | FN       | 30,94   |
| Présidentielle 2022 | Présidentielle 2022 |          | LREM     | 33,04    |          | RN       | 25,94    |          | LFI      | 15,30    |          | REC      | 6,43     |         | LREM    | 61,32   |         | RN       | 38,68   |
| Législatives 2022   | 4e                  |          | RE-Ens   | 32,73    |          | LR       | 23,33    |          | PS-Nupes | 18,48    |          | RN       | 16,06    |         | RE-Ens  | 61,09   |         | PS-Nupes | 38,91   |
| Législatives 2024   | 4e                  |          | RE-Ens   | 37,44    |          | RN       | 36,18    |          | PS-NFP   | 18,09    |          | LR       | 8,04     |         | RN      | 51,20   |         | PS-NFP   | 48,80   |

## Population et société

### Démographie
L'évolution du nombre d'habitants est connue à travers les recensements de la population effectués dans la commune depuis 1793. Pour les communes de moins de 10 000 habitants, une enquête de recensement portant sur toute la population est réalisée tous les cinq ans, les populations de référence des années intermédiaires étant quant à elles estimées par interpolation ou extrapolation. Pour la commune, le premier recensement exhaustif entrant dans le cadre du nouveau dispositif a été réalisé en 2007.

En 2022, la commune comptait 680 habitants, en évolution de −0,58 % par rapport à 2016 (Indre-et-Loire : +1,67 %, France hors Mayotte : +2,11 %).
| 1793 | 1800  | 1806 | 1821 | 1831 | 1836 | 1841 | 1846 | 1851 |
| ---- | ----- | ---- | ---- | ---- | ---- | ---- | ---- | ---- |
| 793  | 1 062 | 810  | 792  | 918  | 925  | 846  | 856  | 904  |

| 1856 | 1861 | 1866 | 1872 | 1876 | 1881 | 1886 | 1891 | 1896 |
| ---- | ---- | ---- | ---- | ---- | ---- | ---- | ---- | ---- |
| 905  | 900  | 882  | 898  | 887  | 890  | 919  | 905  | 918  |

| 1901 | 1906 | 1911 | 1921 | 1926 | 1931 | 1936 | 1946 | 1954 |
| ---- | ---- | ---- | ---- | ---- | ---- | ---- | ---- | ---- |
| 867  | 909  | 874  | 782  | 805  | 734  | 753  | 751  | 771  |

| 1962 | 1968 | 1975 | 1982 | 1990 | 1999 | 2006 | 2007 | 2012 |
| ---- | ---- | ---- | ---- | ---- | ---- | ---- | ---- | ---- |
| 805  | 751  | 681  | 715  | 747  | 751  | 728  | 725  | 730  |

| 2017 | 2022 | - | - | - | - | - | - | - |
| ---- | ---- | - | - | - | - | - | - | - |
| 672  | 680  | - | - | - | - | - | - | - |

### Manifestations culturelles et festivités

#### Saint-Vincent
Du fait de l'importance de la culture viticole pour la commune, la « Saint-Vincent de Cravant-les-Côteaux » est organisée tous les ans par le comité des fêtes et des vins de Cravant, le dernier week-end de janvier et est l'une des plus grandes Saint-Vincent communales de France. Tous les ans, environ 1 500 personnes se réunissent, au lieu-dit la Varenne, pour un repas avant d'aller visiter les caves et domaines cravantais.

#### Randonnées «À fleur de vigne»
Les randonnées « À fleur de vigne » sont des randonnées pédestres et cyclistes organisées à la mi-juin par le comité des fêtes et des vins de Cravant. Elles se déroulent dans les vignes, les champs cravantais, ainsi que dans la forêt communale.

### Enseignement
Cravant-les-Côteaux se situe dans l'Académie d'Orléans-Tours (Zone B) et dans la circonscription de Chinon.
L'école élémentaire accueille les élèves de la commune.

## Économie
Le vignoble de Chinon permet à Cravant-les-Côteaux, commune viticole, de produire des vins d'appellation d'origine contrôlée (AOC).
Polyculture.

## Culture locale et patrimoine

### Associations
Cravant-les-Coteaux possède plusieurs associations de sport et de loisirs:
- l'Association Football Bouchardais; club de football né de la fusion de l'US Parcay-sur-Vienne et du FC Val de Vienne. Ce club regroupe donc les communes de Cravant-les-Côteaux, l'Ile-Bouchard, Panzoult et Parcay-sur-Vienne.
- l'Amicale Bouliste Cravantaise, association de pétanque, qui organise des tournois d'avril à septembre.
- la Boule Lyonnaise Cravantaise, association de pétanque lyonnaise
- la Gym Volontaire Cravantaise, club de gym et de fitness
- la Belote de Cravant, club de belote.

Il y existe également une association historique "Les Amis du Vieux Cravant" qui a seule la charge et la responsabilité du Sanctuaire carolingien du vieux-bourg, localement dénommée "la vieille église" (voir ci-dessous)

### Lieux et monuments

#### Le Sanctuaire carolingien de Cravant
L’ancien sanctuaire de Cravant, autrefois placé sous le vocable de Saint Léger et localement dénommé « la Vieille-Église », est dit Carolingien du fait de sa nef, de ses origines et de son histoire, quand bien même certains éléments architecturaux et décoratifs qui le composent semblent d’origine mérovingienne. Certains tenants d’histoire encore plus ancienne affirment même que cet édifice fut construit sur les bases d’une basilique romaine ayant elle-même succédé à un temple druidique… On trouve en effet les traces d’un oppidum gaulois et d’un vaste camp romain dans la forêt surplombant le sanctuaire.
Deux transformations sont ensuite intervenues à l’époque romane, avant qu'une chapelle "Notre-Dame" soit construite au Sud en 1372 exactement, en réponse au vœu pieux de Isabelle de Maillé, dame de Sonnay, avec droit de culte transmissible à ses héritiers-seigneurs de Sonnay. Cette chapelle sera complétée au XVe siècle.
De ces transformations au fil du temps, l'édifice a conservé les traces de campagnes de peintures murales successives qui s’avèrent être au nombre de 5 : carolingienne, romane, gothique, baroque et romantique…

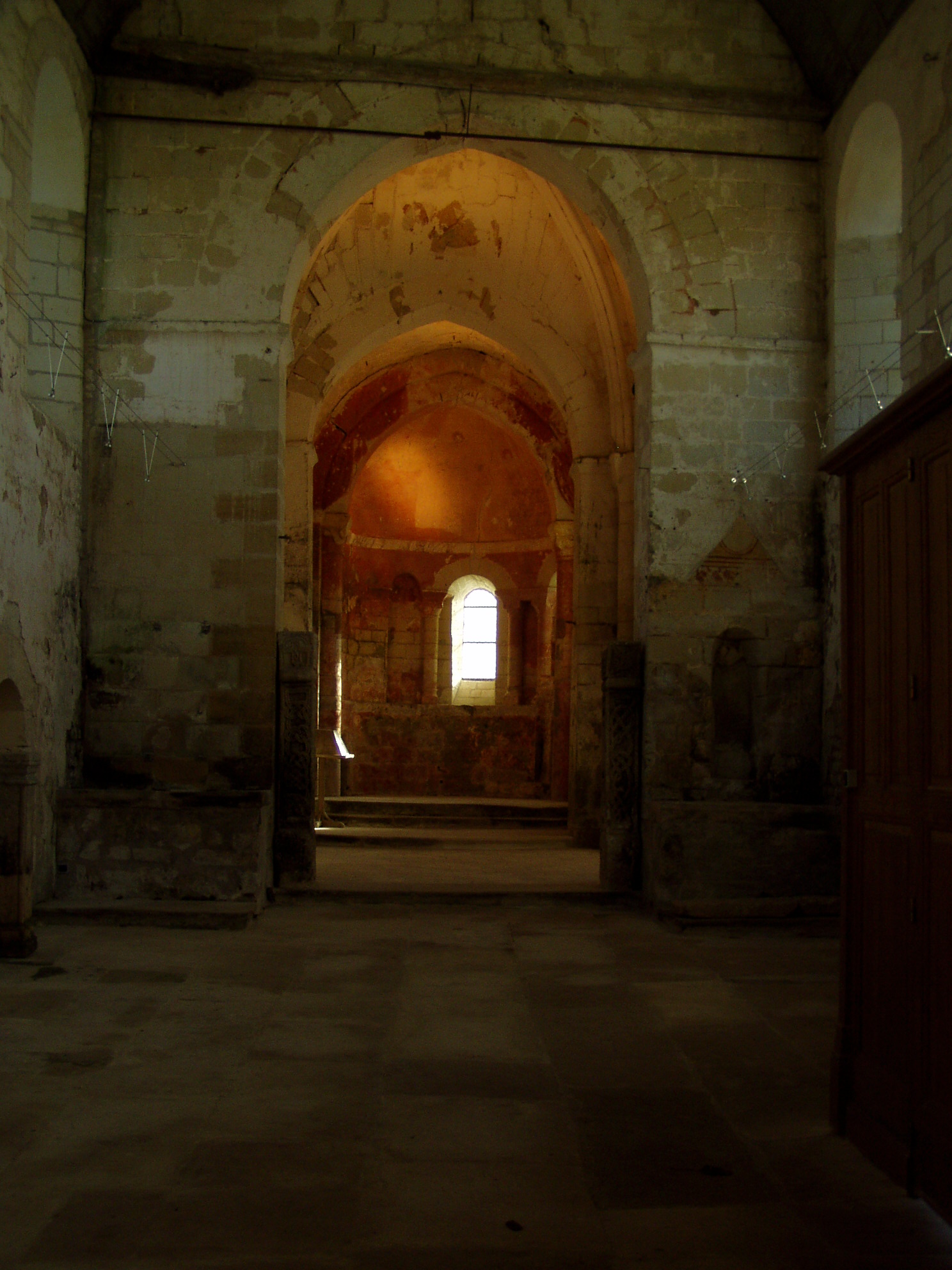
L'abside de l'église.
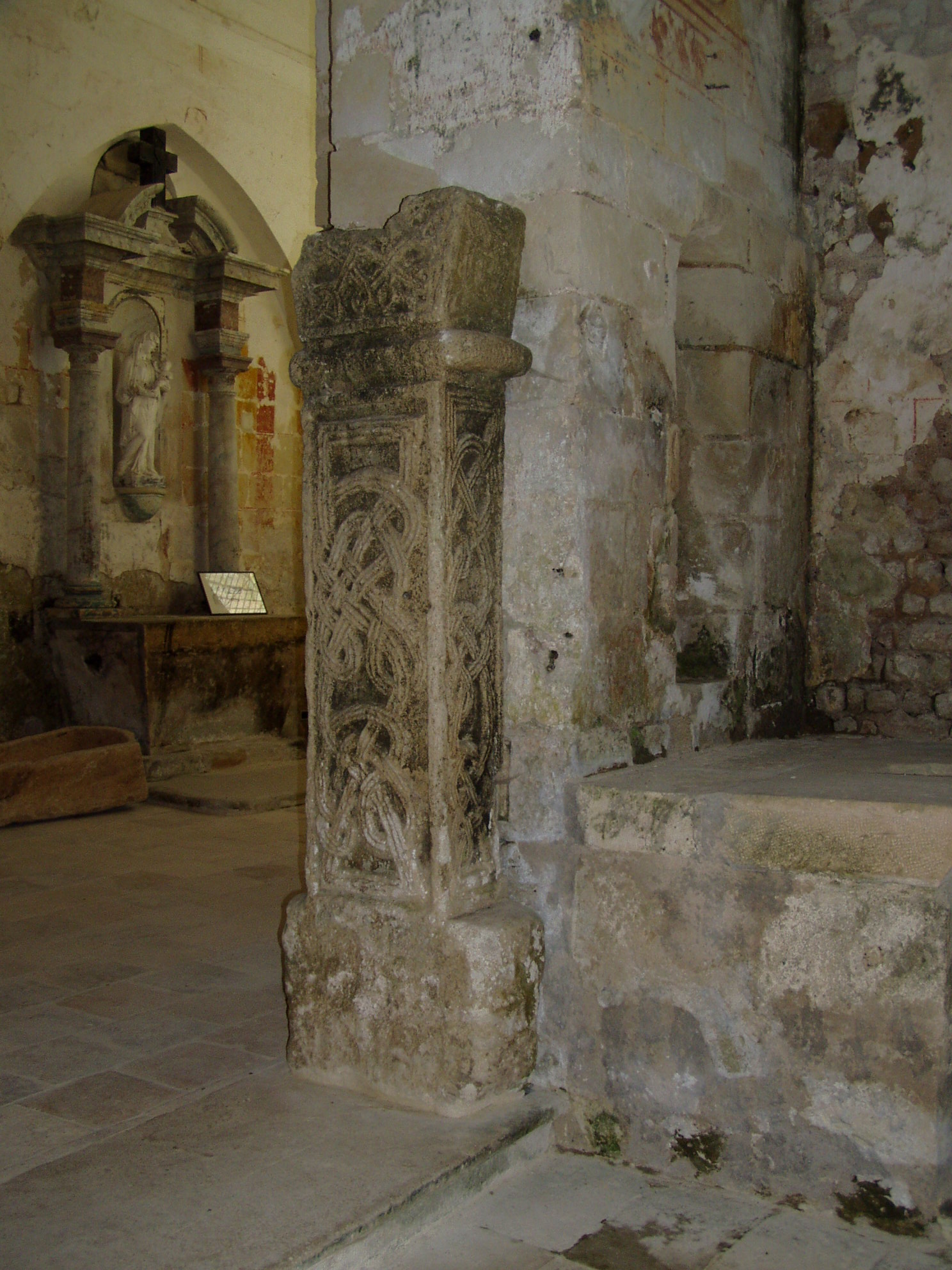
Reste d'un pilier qu décor carolingien.
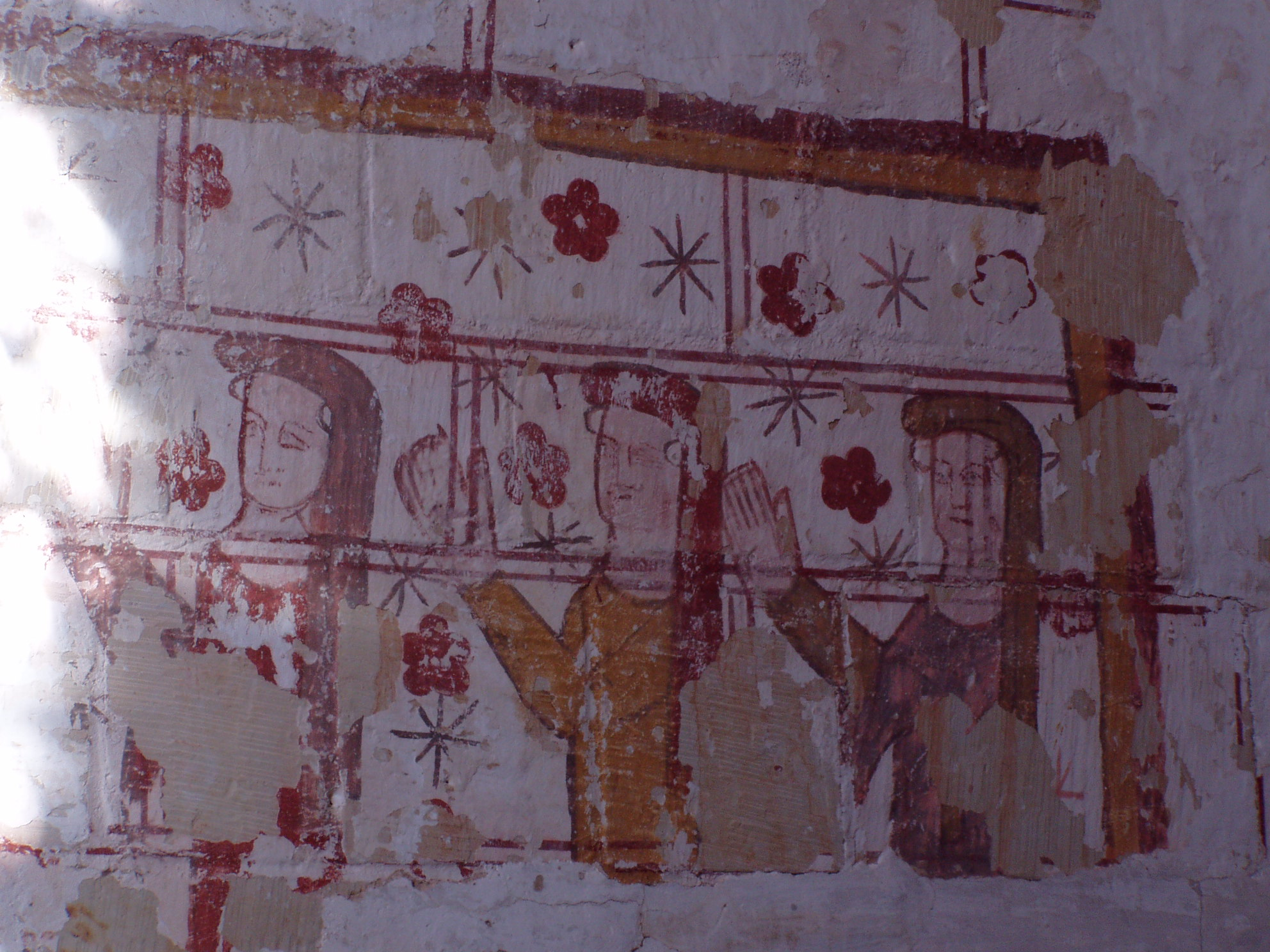
La fresque de l'église.

#### Autres lieux et monuments

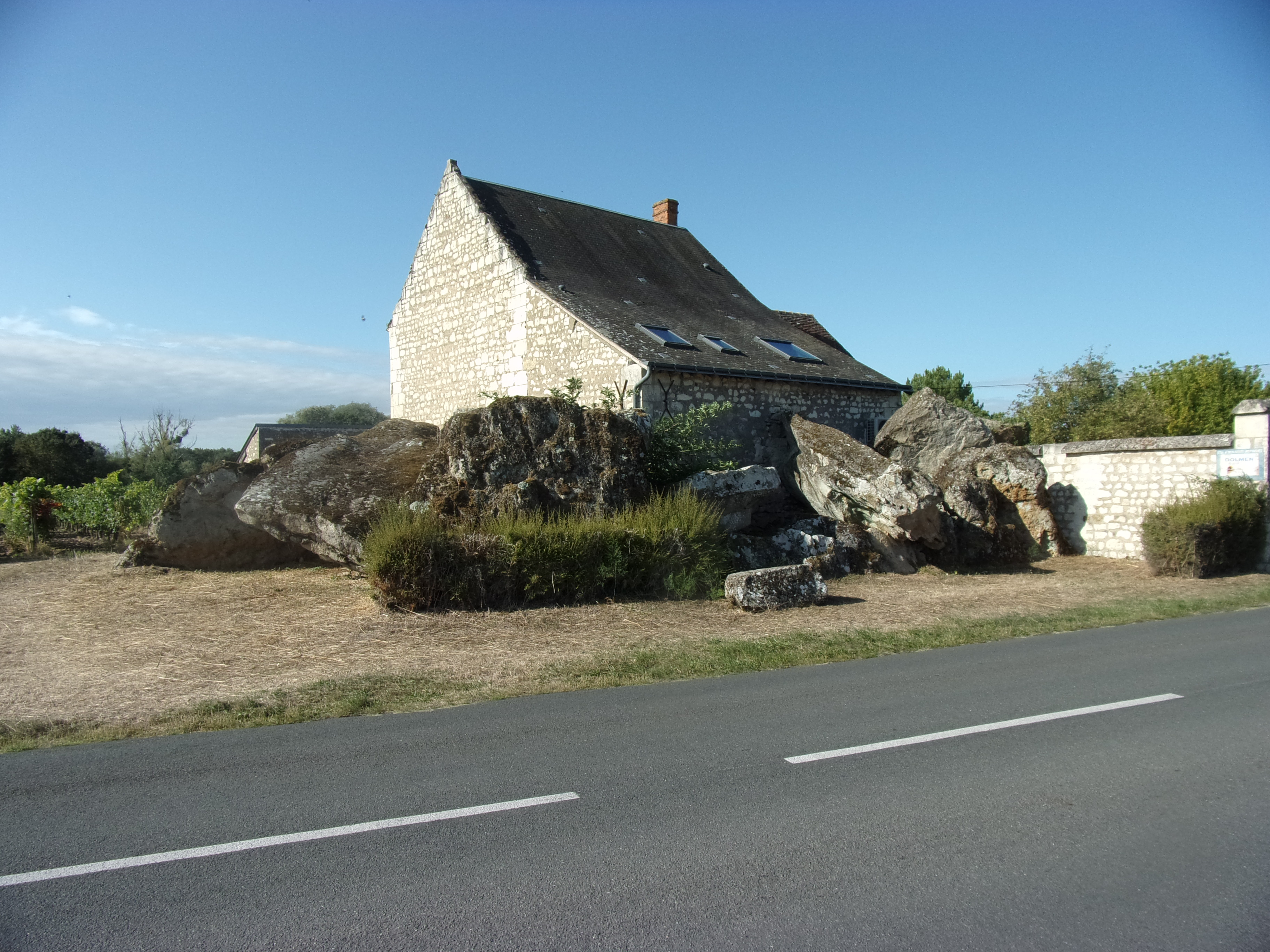
Allée couverte de du Gros-Chillou.

- L'imposante allée couverte du Gros-Chillou est sans conteste le plus ancien monument de la commune. En partie encastrée dans le mur d'un bâtiment d'habitation, elle allonge ses 17 m au bord de la route départementale 21 avec ses pierres de 3 mètres de haut. Elle est probablement, avant celle de Saint-Antoine du Rocher, la plus grande du département
- Restes de l'ancien château de Cravant dominant le sanctuaire carolingien, à l'orée de la forêt, au lieu-dit « la Fosse Herminette ».
- De nombreux manoirs et maisons fortes : Nueil, la Bellonière, les Berthaisières (porche inscrit ISMH - Inventaire Supplémentaire des Monuments Historiques)…
- Le château de Sonnay, ancien fief relevant de la Roche-Clermault « à foi et hommage lige et un roussin de service », signalé dès l’année 1268 comme appartenant à un certain Pierre de Sonnai, chevalier.
- La chapelle Sainte Catherine du château de Sonnay. Alors qu'il construisait son "hôtel particulier" constituant la partie Est du château actuel, Jean Barillet, anobli de Xaincoins en 1446, receveur général des finances de Charles VII (1438-1449), faisait également bâtir une chapelle. Consacrée le 3 septembre 1446 par Jean Bernard, archevêque de Tours, elle fut placée sous le vocable de Sainte-Catherine (d’Alexandrie).

Pour la « Saint-Jean d’été » 2002, elle a été reconstruite en l’actuel emplacement par Frédéric de Foucaud, en réponse au vœu pieux de sa mère née Catherine Dehollain. Cette restauration a remporté le prix VMF - "Vieilles maisons françaises - pour la meilleure "restauration d'un lieu ayant ou ayant eu une fonction cultuelle".
- Cimetière de Cravant-les-Côteaux.